# باغ ایتالیایی

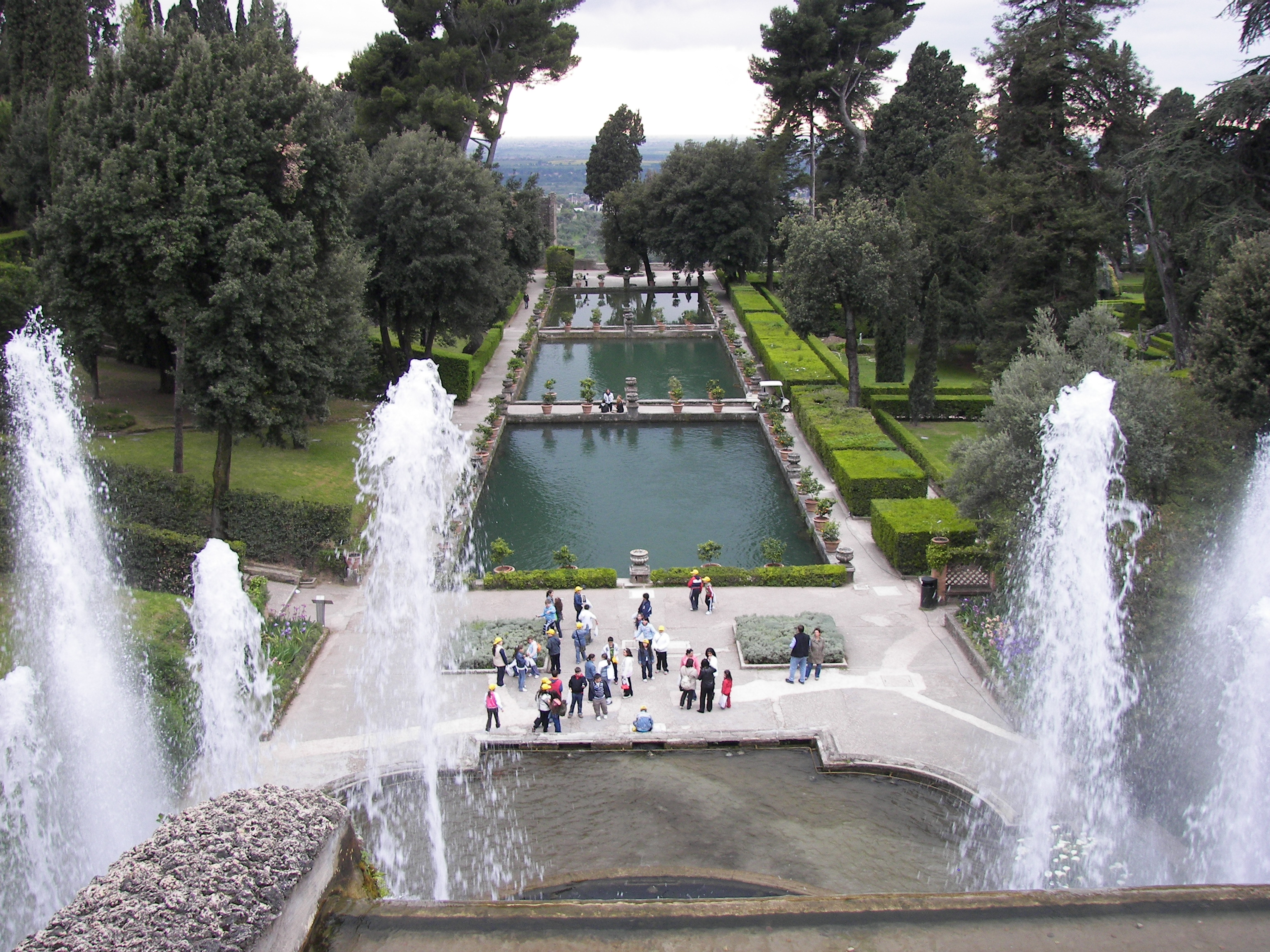
باغ ویلا دِ اِسته

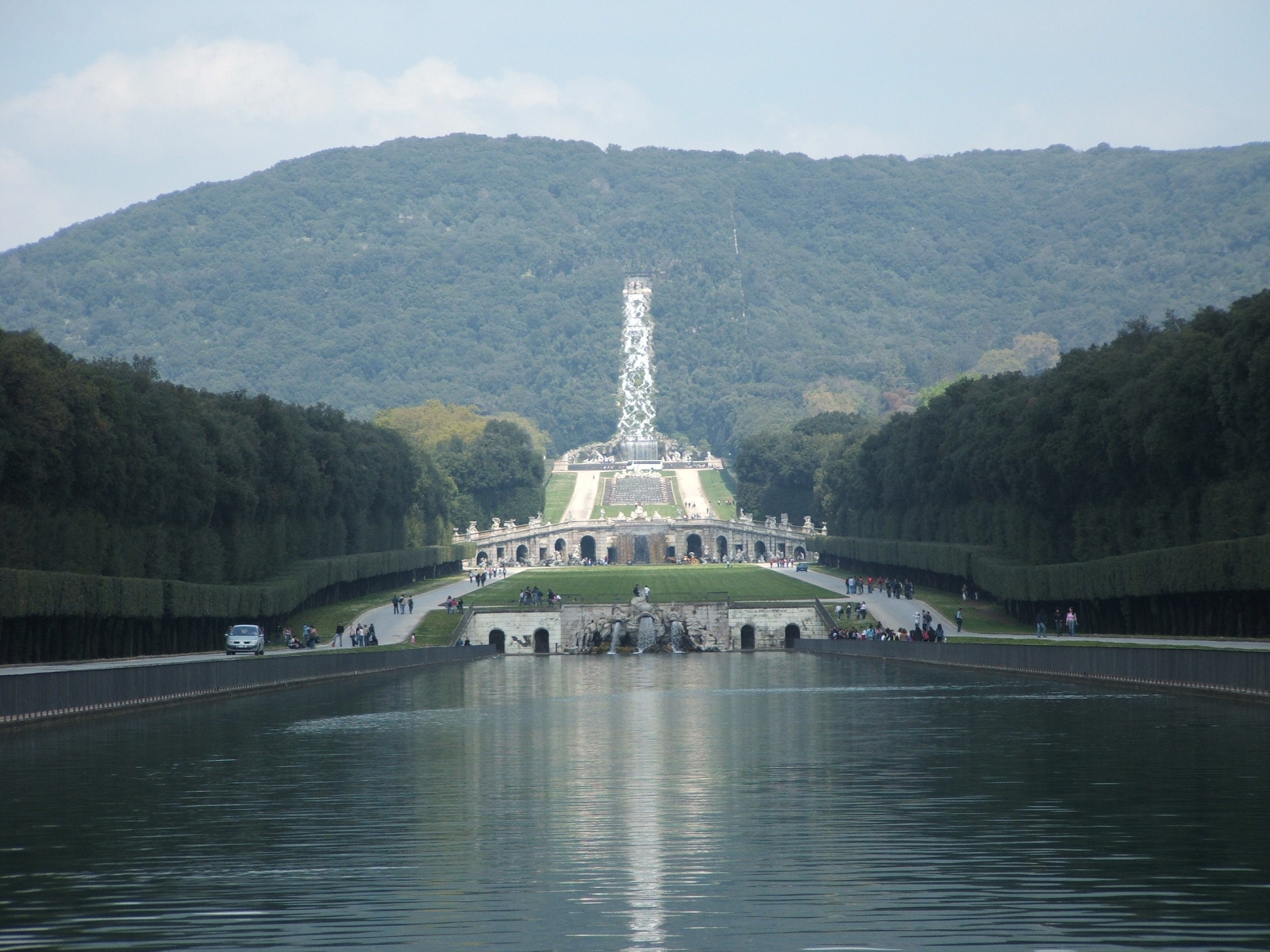
آبشارهای باغ کاخ کازرتا

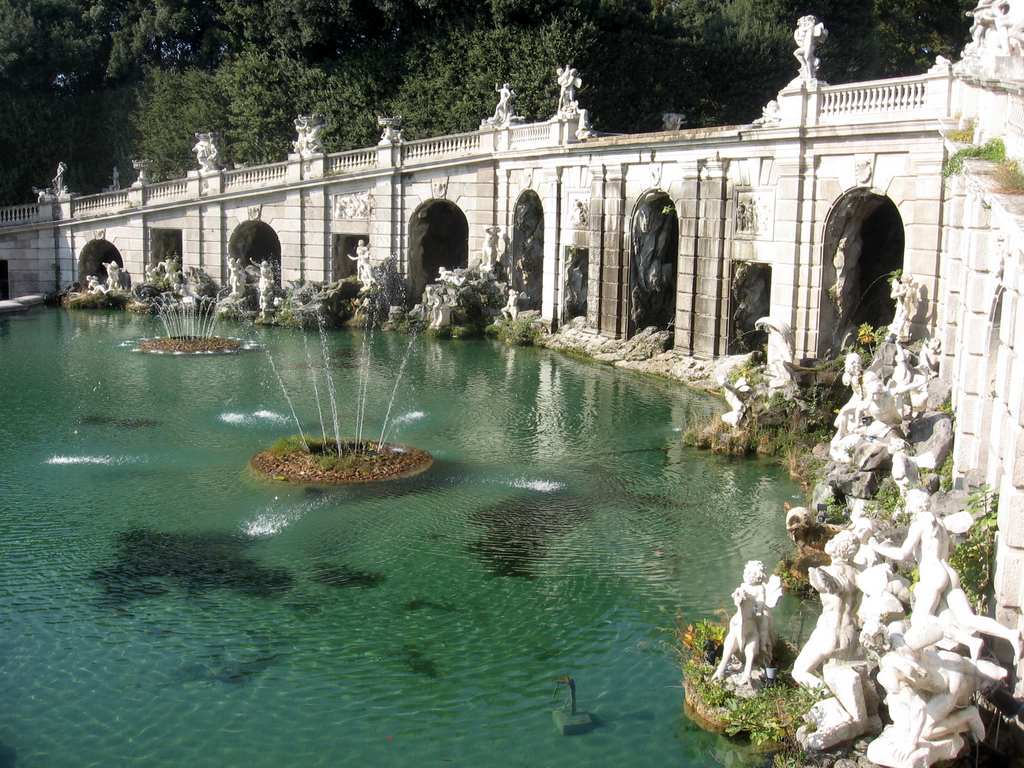
مجسمه‌هایی در باغ‌های کاخ کازرتا

باغ ایتالیایی (یا Giardino all'italiana ,تلفظ ایتالیایی: [dʒarˈdi:no allitaˈlja:na]) معمولاً به سبکی از باغ‌ها اشاره دارد، در هر کجا که قرار گرفته باشند، منعکس کننده معماری مشابه باغ‌های بزرگ رنسانس ایتالیایی هستند. در تاریخ باغ‌سازی، در دوران رنسانس، ایتالیا پیشرفته‌ترین و تحسین‌برانگیزترین باغ‌ها را در اروپا داشت که تأثیر زیادی بر ایجاد یا بهبود سبک دیگر کشورها، به‌ویژه باغ‌های فرانسوی و باغ‌های هلندی و سپس به این واسطه، باغ‌های بریتانیایی داشت.
باغ‌های ایتالیایی با شکلی رسمی چیده می‌شدند، اما احتمالاً به شیوه‌ای ملایم‌تر از سبک فرانسوی متأخر بودند و با هدف گسترش یا نمایش نظم معماری خانه در طبیعت به کار گرفته می‌شدند. باغی به این سبک و با استفاده از گیاهان مدیترانه‌ای، اغلب در هر کجای دنیا «باغ ایتالیایی» نامیده می‌شود.
از اواخر قرن هجدهم، بسیاری از باغ‌های ایتالیایی بزرگ در نسخه‌ای از سبک باغ‌های با منظره انگلیسی بازسازی شدند، و طیف وسیعی از انواع باغ‌هایی که واقعاً در ایتالیا یافت می‌شوند، تا حدی به شرایط آب و هوایی مختلف بستگی دارد.

## تاریخ و تأثیر
باغ ایتالیایی به نوبهٔ خود تحت تأثیر باغ‌های رومی و باغ‌های رنسانس ایتالیا قرار داشت. اصول ایجاد باغ فرانسوی مبتنی بر اصول باغ ایتالیایی است، اما آندره لو نوتر در نهایت با تغییرات عمده‌ای که در آن ایجاد کرد، دو باغ وو-لو-ویکنت و ورسای را در قرن هفدهم طراحی نمود. باغ‌های رسمی اولیه انگلیسی متأثر از فواره‌ها و آبشارهایی بود که از عناصر باغ‌های رنسانس ایتالیا بودند و گرچه این نوع آبشارها باقی بودند، ولی مدل هلندی از سده هفدهم میلادی مورد تقلید بریتانیایی‌ها قرار گرفت. از اوایل قرن هجدهم به بعد، به لطف طراحانی مانند چارلز بریجمن، ویلیام کنت، کاپابیلیتی براؤن و هامفری رپتون، طراحی باغ در انگلستان تغییراتی کاملاً متفاوت، رمانتیک و غیررسمی پیدا کرد.

### تأثیرات رومی

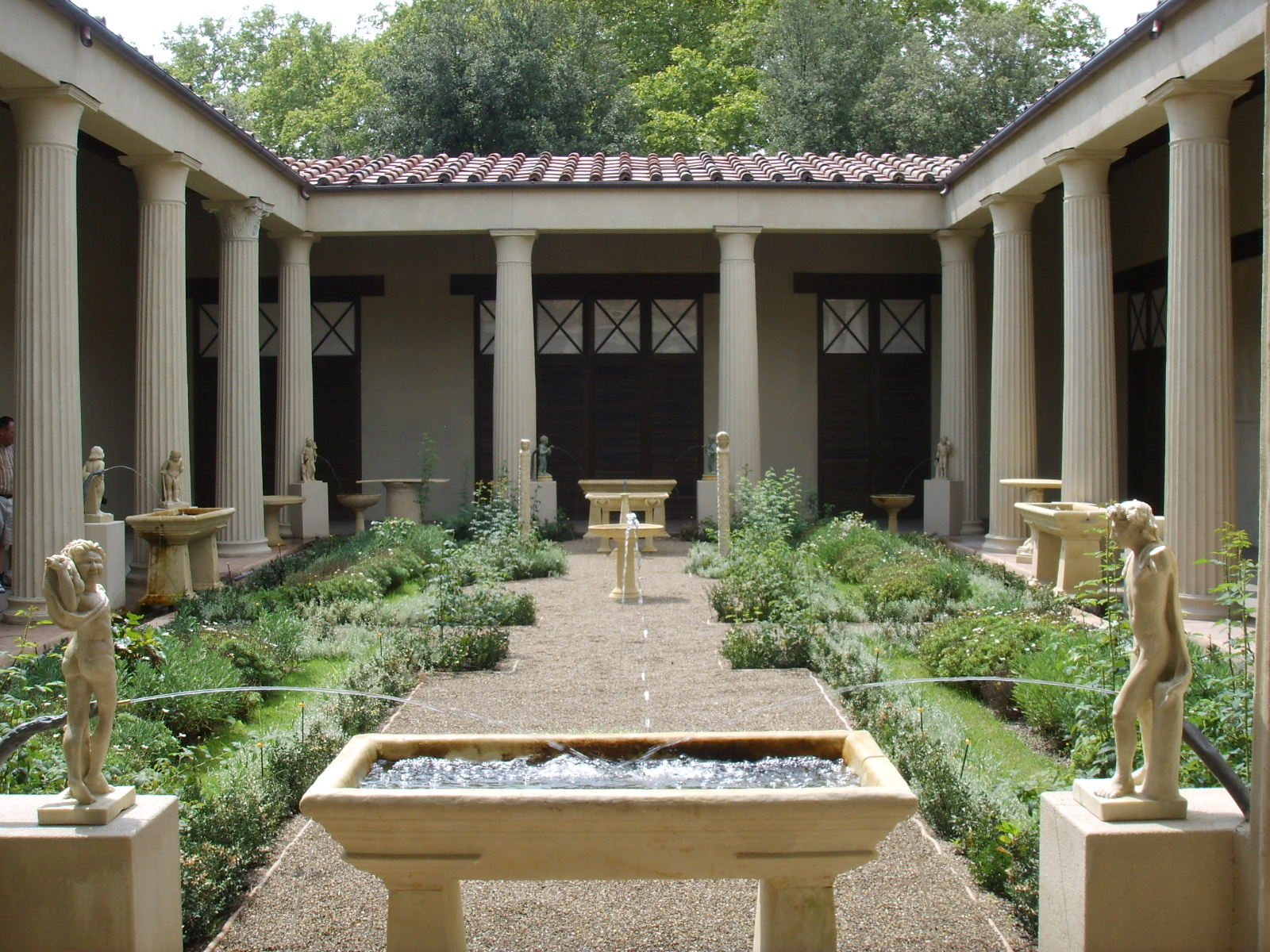
بازسازی باغ خانه وتی در پمپئی

باغ‌های رومی (لاتین: horti) خود تا حد زیادی از باغ‌های یونانی الهام گرفته بودند و معمولاً به سبک باغ‌های پریستیل ساخته می‌شدند. طبقهٔ حاکمه در امپراتوری روم (حدود ۱۰۰ قبل از میلاد - ۵۰۰ پس از میلاد) به‌طور فعال اطلاعاتی در مورد کشاورزی، باغبانی، دامداری، سیستم‌های آبی و گیاه‌شناسی تبدال می‌کردند. باغ‌های لوکولوس (هورتی لوکولانی) در تپه پینسیان در نزدیکی رم، شکل و شمایل باغ ایرانی را در حدود ۶۰ سال قبل از میلاد، به اروپا معرفی کرد. این باغ مکانی برای آرامش و طیب‌خاطر، پناهگاهی در برابر زندگی شهری و مکانی مملو از معانی مذهبی و نمادین بود. همان‌طور که فرهنگ رومی توسعه یافت و به‌طور فزاینده ای از طریق تجارت تحت تأثیر تمدن‌های خارجی قرار گرفت، استفاده از باغ‌ها گسترش یافتند و باغ‌سازی در روم باستان رونق گرفت.
پژوهشگرانی که در دوره رنسانس آثار قدیمی را می‌کاویدند، سبک اصلی باغ‌های ایتالیایی را بر اساس کشفیاتشان دربارهٔ مدل‌های رومی ایجاد کردند. آن‌ها در نوشته‌های اووید در دگردیسی‌ها، نامه‌های پلینی جوان، کتاب تاریخ طبیعی پلینی پیر و Rerum Rusticanum اثر وارو، که همگی شرح مفصل و غنایی ارائه می‌کردند، توصیف باغ‌های رومی را خوانده بودند و از این نوشتارها الهام گرفتند.
پلینی جوان زندگی خود را در ویلای خود در لورنتوم چنین توصیف کرده: «... یک زندگی خوب و یک زندگی واقعی، که شاد و شرافتمندانه است، بیش از هر «کسب و کاری» ثواب دارد. باید از نخستین فرصت استفاده کرد و از هیاهو، شلوغی بیهوده و مشاغل واهی شهر رها یافت و خود را وقف ادبیات و فراغت نمود». به گفته پلینی، هدف از باغ، اوتیوم بود که می‌توان آن را به صورت انزوا، آرامش یا طیب‌خاطر ترجمه کرد. باغ مکانی برای تأمل، مطالعه، نوشتن و استراحت کردن بود.
پلینی مسیرهایی مسقف را توصیف می‌کند که با پرچین‌ها، رقمه‌های زینتی، فواره‌ها، و درختان و بوته‌هایی که به اشکال هندسی یا خارق‌العاده تزئین شده‌اند، احاطه می‌شدند. همهٔ این ویژگی‌ها بخشی از باغ‌های رنسانس متأخر شد.

### باغ‌های قرون وسطایی ایتالیا
باغ‌های قرون وسطایی ایتالیا با دیوارهایی محصور شده بودند و در آن‌ها پرورش سبزیجات، میوه‌ها و گیاهان دارویی رواج داشت. همچنین باغ‌های رهبانی ساخته می‌شد که مختص به مراقبه و نیایش طراحی شده بود تا مکانی آرام باشد. به‌طور کلی، انواع باغ‌های صومعه شامل باغ‌های آشپزخانه، باغ‌های درمانگاه، باغ‌های گورستان، باغ‌های دِیر و تاکستان‌ها بودند. صومعه‌های منفرد ممکن بود اشکال مختلفی داشته باشند؛ مثلاً دارای یک «صحن سبز»، قطعه‌ای از فضای سبز و درختان که اسب‌ها بتوانند در آن بچرخند، و همچنین یک باغ سرداب یا باغ‌های خصوصی برای مطیع‌ها، راهبانی که پست‌های خاصی در صومعه داشتند، باشند.

### باغ‌های رنسانس ایتالیا
باغ رنسانس ایتالیایی در اواخر قرن پانزدهم در ویلاهایی در رم و فلورانس با الهام از ایده‌آل‌های کلاسیک نظم و زیبایی پدیدار شد و برای لذت بردن از مناظر باغ و چشم‌اندازهای دورتر و همچنین برای تفکر، دوری از هیاهو و لذت بردن طراحی گردید.

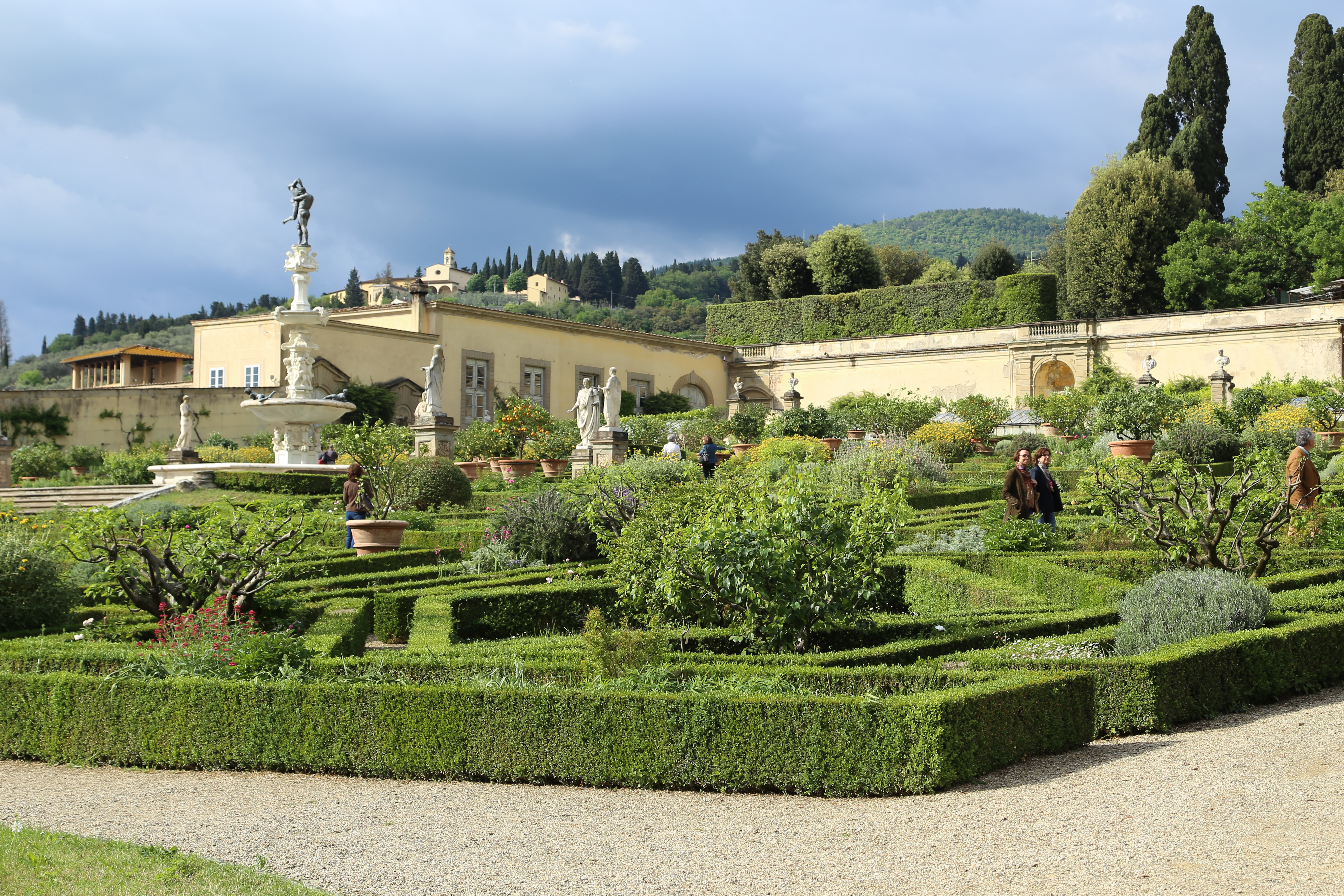
چشمه هراکلس و آنتائوس در باغ ویلا دی کاستلو، فلورانس

در اواخر رنسانس، باغ‌ها بزرگ‌تر و حتی متقارن‌تر شدند و مملو از فواره‌ها، مجسمه‌ها، گروتوها، مسیرهای آب و سایر ویژگی‌هایی بودند که برای شادی صاحبان و سرگرم کردن و تحت تأثیر قرار دادن بازدیدکنندگان طراحی شده بودند.
در حالی که باغ‌های اولیه رنسانس ایتالیا برای تأمل و لذت با تونل‌های سبز، درختانی برای سایه، باغ مخفی گیاردینو (Giardino Segreto) و زمین‌هایی برای بازی و سرگرمی طراحی شده بودند، خاندان مدیچی‌ها، سلسله حاکم فلورانس، از باغ‌ها برای نشان دادن قدرت و شکوه خانوادگی خود استفاده می‌کردند. «در نیمه اول سده شانزدهم میلادی، شکوه و عظمت به عنوان یک فضیلت شاهزادگان تلقی شد و در سرتاسر شبه جزیره ایتالیا معماران، مجسمه‌سازان، نقاشان، شاعران، مورخان و دانشمندان انسان‌گرا مأمور شدند تا تصویری باشکوه از حامیان مالی قدرتمند خود بسازند.» به‌طور مثال فواره مرکزی ویلا دی کاستلو مجسمه ای از هرکول، نماد کوزیمو مدیچی، حاکم فلورانس، و بزِ دُم ماهی که نماد مدیچی‌هاست نمایش داده شده‌است. این باغ نمایانگر قدرت، خرد، نظم، زیبایی و شکوهی بود که مدیچی‌ها به فلورانس آوردند.

## ویلاهای ایتالیایی با باغ‌های قابل توجه

### ویلای مدیچی در فیزوله (۱۴۵۵–۱۴۶۱)

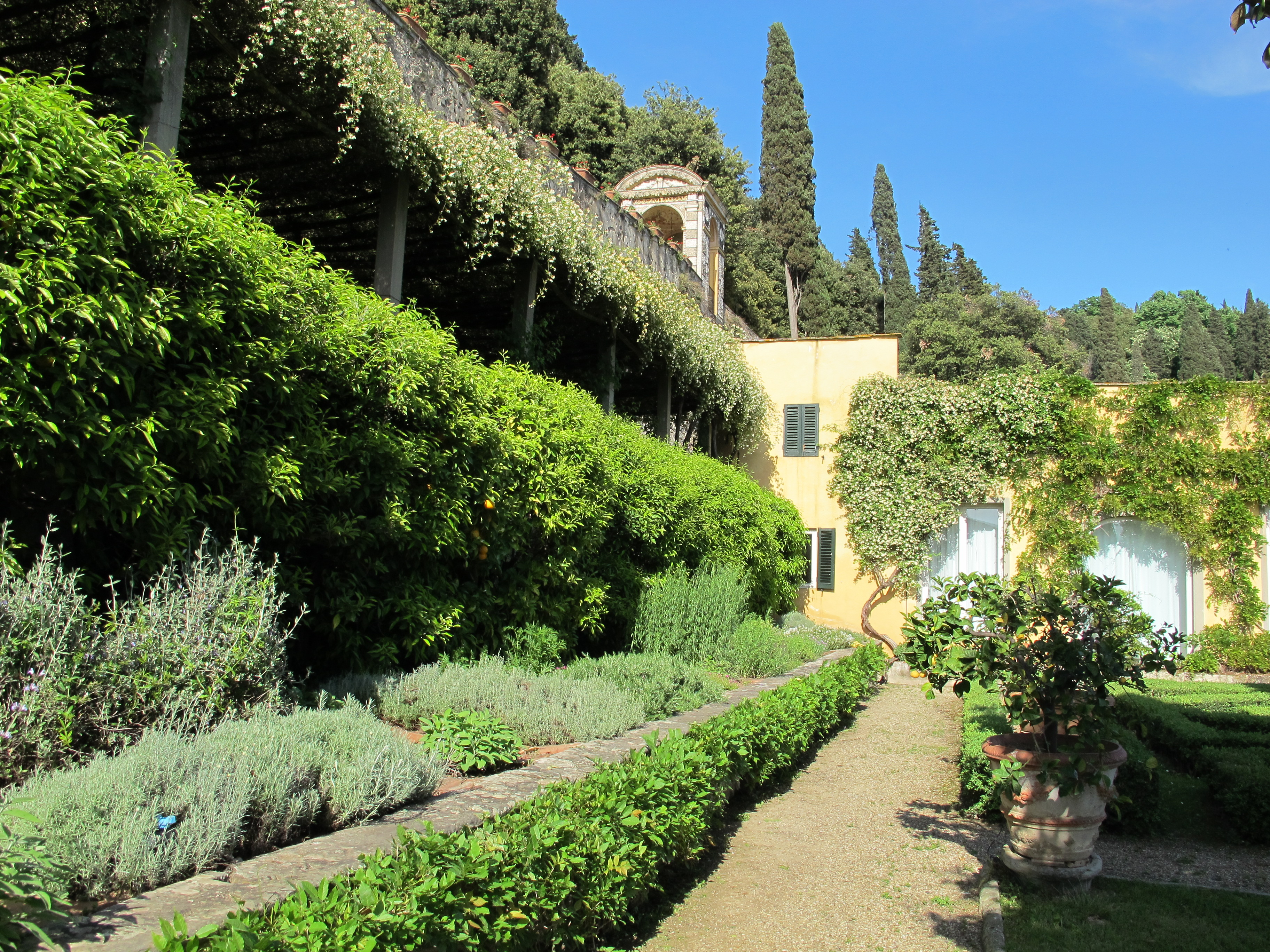
ویلا مدیچی در فیزوله، محل قدیمی‌ترین باغ رنسانس ایتالیا.

قدیمی‌ترین باغ رنسانس ایتالیایی در ویلا مدیچی در فیزوله، شمال شهر فلورانس است. جووانی د مدیچی (۱۴۲۱–۱۴۶۳) پسر کوزیمو مدیچی، بنیانگذار سلسله مدیچی، این باغ را بین سالهای ۱۴۵۵ و ۱۴۶۱ ساخت. برخلاف سایر ویلاهای خانواده مدیچی که در زمین‌های کشاورزی مسطح قرار داشتند، این ویلا در دامنهٔ تپه‌ای سنگی با چشم‌انداز فلورانس ساخته شد.
ویلا مدیچی از دستورالعمل لئون باتیستا آلبرتی پیروی می‌کرد که می‌گفت یک ویلا باید منظره‌ای داشته باشد که «مشرف به شهر، زمین مالک، دریا یا دشت بزرگ و تپه‌ها و کوه‌های آشنا» و پیش‌زمینه‌ای با «ظرافت باغ‌ها» باشد. باغ دارای دو تراس بزرگ است که یکی در سطح همکف و دیگری در سطح طبقه اول قرار دارد. مهمانان می‌توانستند از اتاق‌های پذیرایی در طبقه اول، به ایوان و از آنجا به باغ بروند، بنابراین ایوان فضای انتقالی بود که فضای داخلی را به بیرون متصل می‌کرد. برخلاف باغ‌های بعدی، ویلای مدیچی دارای پلکان بزرگ یا ویژگی دیگری برای ارتباط این دو سطح نبود.
این باغ به برادرزادهٔ جووانی، لورنزو د مدیچی، به ارث رسید که آن را به محلی برای ملاقات شاعران، هنرمندان، نویسندگان و فیلسوفان بدل نمود. در سال ۱۴۷۹، شاعر آگنولو پولیزیانو، آموزگار کودکان مدیچی، باغ را در نامه ای توصیف کرده: «... در میان سینه‌کش شیب‌دار کوه‌ها نشسته‌ایم، در اینجا آب فراوانی داریم و دائماً با بادهای معتدل روحمان تازه می‌شود، تابش نور خورشید کمی ناراحت‌کننده است. با نزدیک شدن به خانه، به نظر می‌رسد که در چوب نقش بسته، اما وقتی به آن می‌رسید، می‌بینید که چشم‌انداز کامل شهر را در اختیار دارد.»

### کاخ پیکولومینی در پینزا، توسکانی (۱۴۵۹)

باغ‌های کاخ پیکولومینی، پینزا

کاخ پیکولومینی در پینزا را انئا سیلویو پیکولومینی ساخت که از سال ۱۴۵۸ تا ۱۴۶۴ به نام پیوس دوم پاپ و رهبر عالم مسیحیت بود. او دانشمند زبان لاتین بود و مطالب زیادی در زمینه آموزش، نجوم و فرهنگ اجتماعی نوشت. در سال ۱۴۵۹، او یک قصر برای خود و کاردینال‌هایش و دربار در شهر کوچک زادگاهش پینزا ساخت. مانند ویلا مدیچی، یکی از ویژگی‌های اصلی این خانه، منظره‌اش بود که از لُژیا تا فراز درهٔ وال د اورچا و تا دامنه‌های مونت آمیاتا را در بر می‌گرفت. نزدیک‌تر به خانه، تراس‌هایی با تخت‌های گل هندسی در اطراف فواره‌ها و تزئین شده با بوته‌های مخروطی و کره‌هایی شبیه باغ پلینی که در کتاب آلبرتی به نام De re aedificatoria شرح داده شده بود، وجود داشت. باغ به گونه ای طراحی شده بود که درهای آن به سمت شهر، کاخ و چشم‌انداز باز شود.

### کورتیله دل بِلوِدِرِه در کاخ واتیکان، رم (۱۵۰۴–۱۵۱۳)

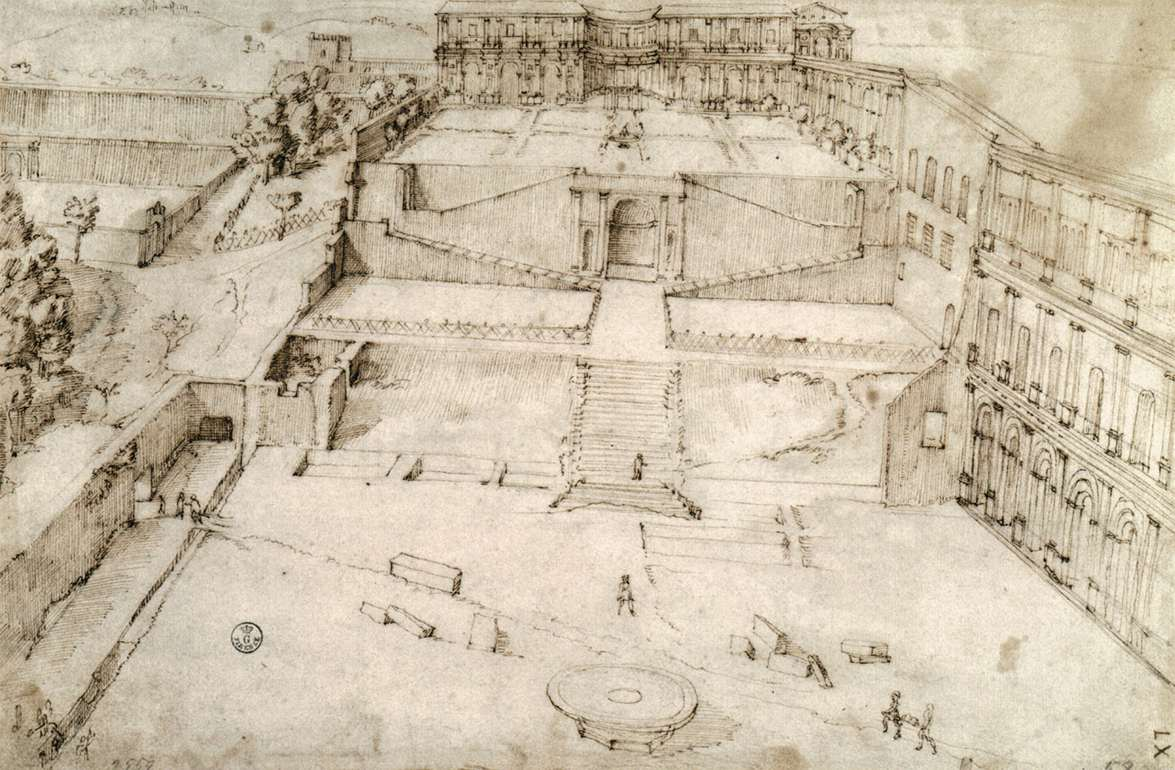
طراحی برامانته برای حیاط بلودره، رم

در سال ۱۵۰۴ پاپ ژولیوس دوم معماری به نام دوناتو برامانته را مأمور کرد تا یک باغ تفریحی کلاسیک رومی در فضای بین کاخ قدیمی واتیکان پاپی در رم و ویلای بِلوِدِرِه در نزدیکی آن بازسازی کند. مدل او بر اساس پناهگاه باستانی فرتونا پریمیگنیا در شهر باستانی پالسرتینا بود و او از ایده‌های کلاسیک تناسب، تقارن و پرسپکتیو در طراحی خود استفاده نمود. او یک محور مرکزی برای اتصال این دو ساختمان ایجاد کرد و یک سری تراس‌ها که با رمپ‌های دوتایی به هم متصل می‌شدند، شبیه به آنچه در پالسترینا بود، ساخت. تراس‌ها توسط مسیرها و تخت‌های گل به مربع و مستطیل تقسیم می‌شدند و به عنوان محیطی در فضای باز برای مجموعه خارق‌العاده مجسمه‌های کلاسیک پاپ ژولیوس، که شامل لائوکوئون معروف و آپولو بلودر بود، استفاده می‌شد. قلب باغ حیاطی بود که دور تا دور آن را یک ایوان سه طبقه احاطه کرده بود که به عنوان سالن نمایش برای سرگرمی‌ها عمل می‌کرد. یک اکسدرای مرکزی نتیجه دراماتیک پرسپکتیو طولانی حیاط، رمپ‌ها و تراس‌ها را تشکیل می‌داد.
متأسفانه، با ساخت کتابخانه واتیکان در اواخر قرن شانزدهم درون ناحیهٔ مرکز کورتیل باعث شده طرح برامانته اکنون برای مورخان مبهم باشد، اما ایده‌های تناسب، تقارن و چشم‌اندازهای دراماتیک او در بسیاری از باغ‌های بزرگ رنسانس ایتالیا مورد استفاده قرار گرفت.

### ویلا ماداما، رم (۱۵۱۶)

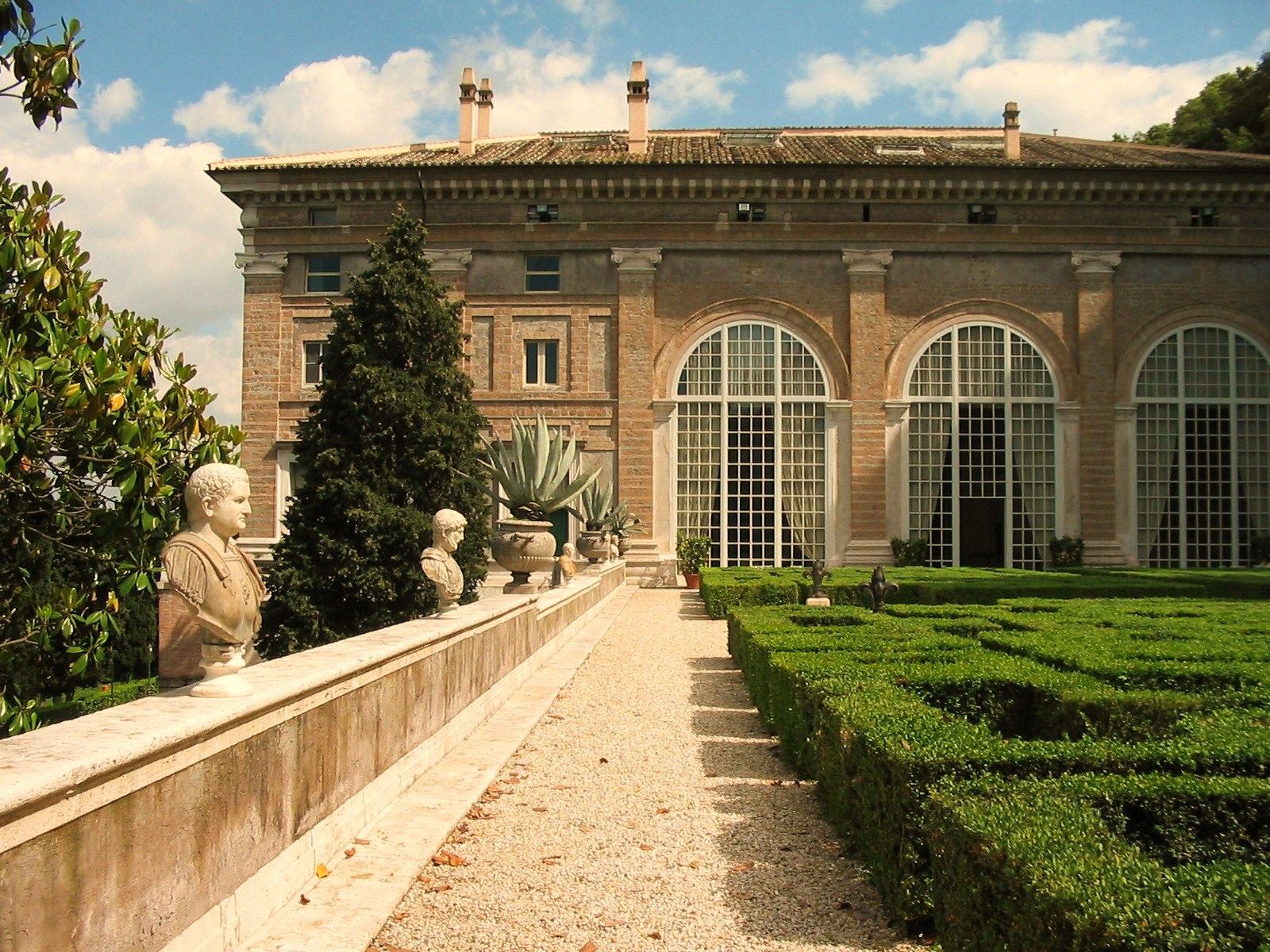
ویلا ماداما، رم

ساخت ویلا ماداما در دامنه‌های کوهستان مونته ماریو و مشرف به رم، توسط پاپ لئو دهم آغاز شد و توسط کاردینال جولیو د مدیچی (۱۴۷۸–۱۵۳۴) ادامه یافت. در سال ۱۵۱۶ میلادی لئو دهم این مأموریت را به رافائل سپرد که در آن زمان مشهورترین هنرمند رم بود. رافائل با استفاده از متن باستانی De Architectura اثر ویترویوس و نوشته‌های پلینی جوان، باغی کلاسیک و ایده‌آل را تصور کرد. ویلای او یک حیاط دایره ای بزرگ داشت و به یک آپارتمان زمستانی و یک آپارتمان تابستانی تقسیم شده بود. گذرگاه‌هایی از حیاط به ایوان بزرگ منتهی می‌شدند که از آنجا می‌شد هم باغ و هم نمای شهر رم را دید. یک برج گرد در ضلع شرقی به عنوان اتاقی برای زمستان در نظر گرفته شد که خورشیدی از پنجره‌های لعاب‌دار آن می‌تابید و فضا را گرم می‌نمود. ویلا مشرف به سه تراس، یکی مربع، یکی دایره ای و دیگری بیضی شکل بود. تراس بالا قرار بود با درختان شاه بلوط و صنوبر تزئین گردد در حالی که تراس پایینی برای بسترهای گیاهی در نظر گرفته شده بود.
پس از مرگ رافائل کار بر روی ویلا ماداما در سال ۱۵۲۰ میلادی متوقف ماند، اما پس از مدتی هنرمندان دیگر تا سال ۱۵۳۴ طرح او را ادامه دادند. آنها نیمی از ویلا، شامل نیمی از حیاط مدور و ایوان شمال غربی را به پایان رساندند. در این نیمه، نقاشی‌های دیواری گروتسک اثر جولیو رومانو و گچ‌کاری جیووانی دا اودینه قرار داشت. از ویژگی‌های باقی‌مانده می‌توان به فواره‌ای با سر فیل اثر جیووانی دا اودینه و دو پیکرهٔ غول‌پیکر گچ‌بری اثر باچیو باندینلی در ورودی باغ مخفی (جیاردینو سگرتو) اشاره کرد. این ویلا در حال حاضر یک مهمانخانه دولتی برای دولت ایتالیا است.

### ویلا د کاستلو، توسکانی (۱۵۳۸)

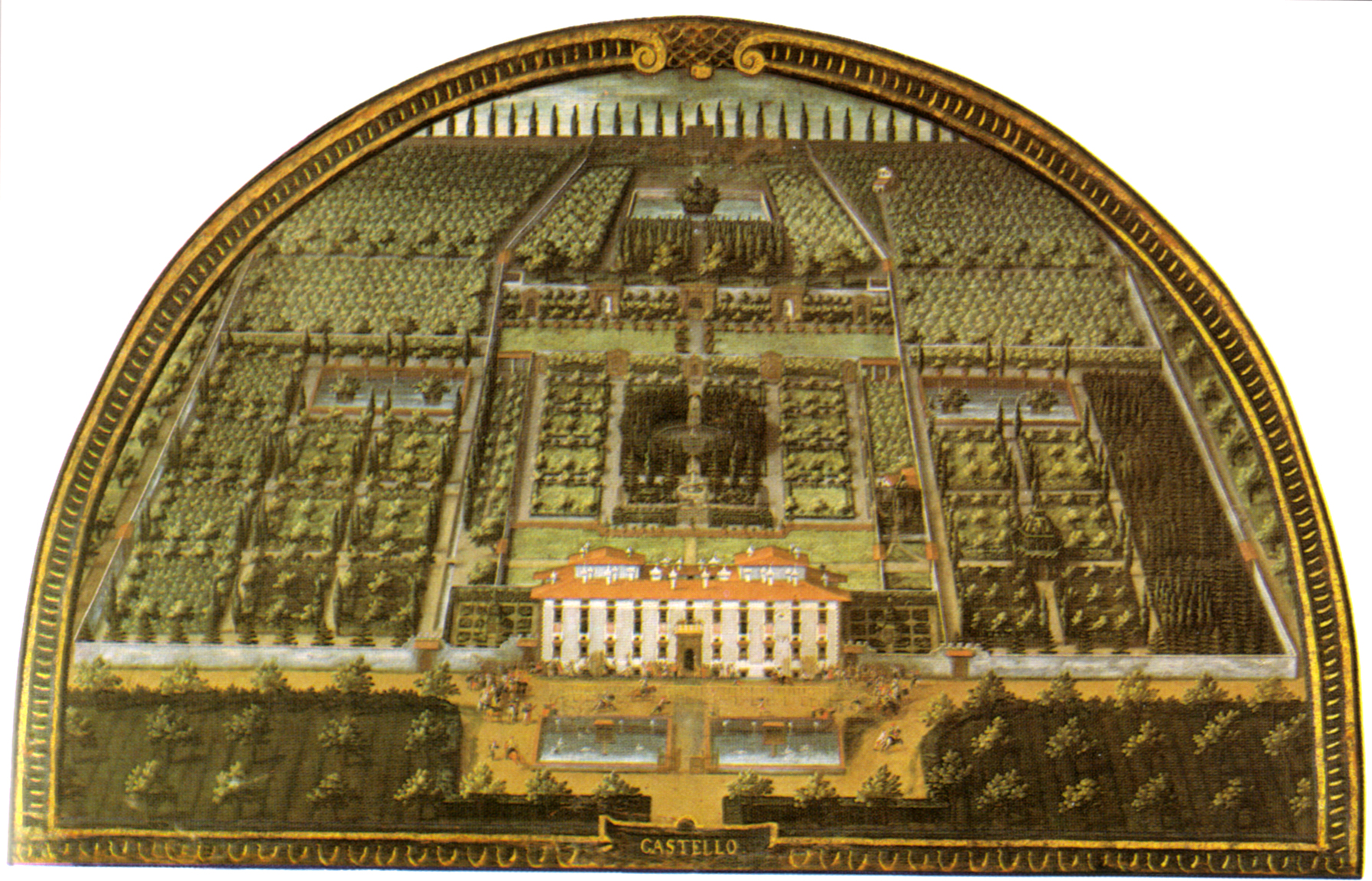
لونت ویلا د کاستلو همان‌طور که در سال ۱۵۹۹ ظاهر شد، نقاشی شده توسط Giusto Utens

ویلا د کاستلو یکی از پروژه‌های کوزیمو د مدیچی، اولین دوک توسکانی، بود که از زمانی که او تنها هفده سال داشت آغاز شد. این باغ را نیکولو تریبولو طراحی کرد که دو باغ دیگر از طراحی‌هایش موجود است: باغ‌های سمپلیکی (۱۵۴۵) و باغ‌های بوبولی (۱۵۵۰) که هر دو برای کوزیمو ساخته شدند. باغ کاستلو در شیب ملایمی بین ویلا و تپه مونته مورلو قرار داشت. تریبولو ابتدا دیواری در دامنه‌های شیب ساخت و آن را به باغ بالایی پر از درختان پرتقال و باغ پایینی تقسیم کرد که به اتاق‌های باغ با دیوارهای پرچین، ردیف درختان و تونل‌هایی از درختان مرکبات و سرو تقسیم می‌گردید. یک محور مرکزی، که با مجموعه‌ای از فواره‌ها جدا می‌شود، از ویلا تا پایه کوه‌های مونته مورلو ادامه می‌یابد. در این چیدمان، هم باغ چشم‌اندازهای بزرگی داشت و هم فضاهای محصور و خصوصی پوشانده می‌ماند.

### ویلا دِ اِسته در تیوولی (۱۵۵۰–۱۵۷۲)

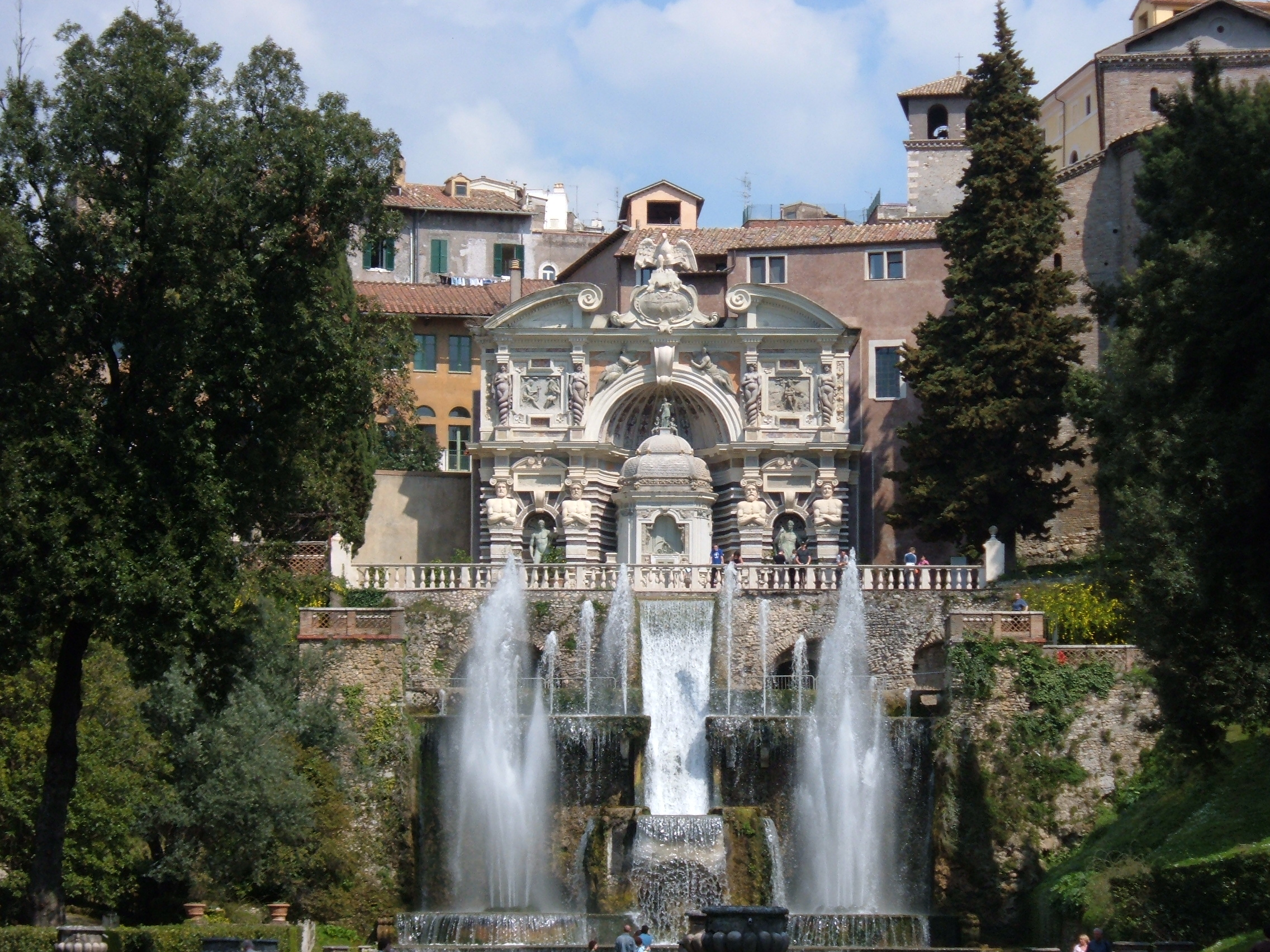
فواره نپتون (پیش‌زمینه) و قسمت‌های آبی (پس‌زمینه) در باغ‌های ویلا دِ اِسته

ویلا د اِسته یک ویلا واقع در تیوولی است که در نزدیکی شهر رم، ایتالیا قرار دارد. این مکان که به عنوان میراث جهانی یونسکو فهرست شده و نمونه ای عالی از معماری رنسانس و باغ رنسانس ایتالیایی است.
طرح باغ بر روی یک محور مرکزی است و با محورهای متقابل فرعی با ویژگی‌های بسیار متنوع، توسط حدود پانصد فواره، استخر و حوضچه‌های آب محصور شده‌است. آب فراوان از طریق رود آنینه (Aniene) تأمین می‌شود که بخشی از آن از طریق شهر به فاصله یک کیلومتری منحرف می‌شود و چشمه ریولس یک آب انبار را زیر حیاط ویلا تأمین می‌کند. این باغ در حال حاضر بخشی از مجموعهٔ باغ‌های بزرگ ایتالیایی است.

### ویلا دلا توره (۱۵۵۹)
ویلا دلا توره، ساخته شده برای جولیو دلا توره (۱۴۸۰–۱۵۶۳)، استاد حقوق و محقق انسان‌گرا در ورونا، تقلیدی است از قوانین کلاسیک ویترویوس. این بنا از طرح کلاسیک مذکور الهام گرفته لیکن تغییرات در آن ایجاد شد که مناظر نازیبایی را به وجود آورد.

### ساکرو بوسکو در بومارزو، لاتزیو (۱۵۵۲–۱۵۸۵)

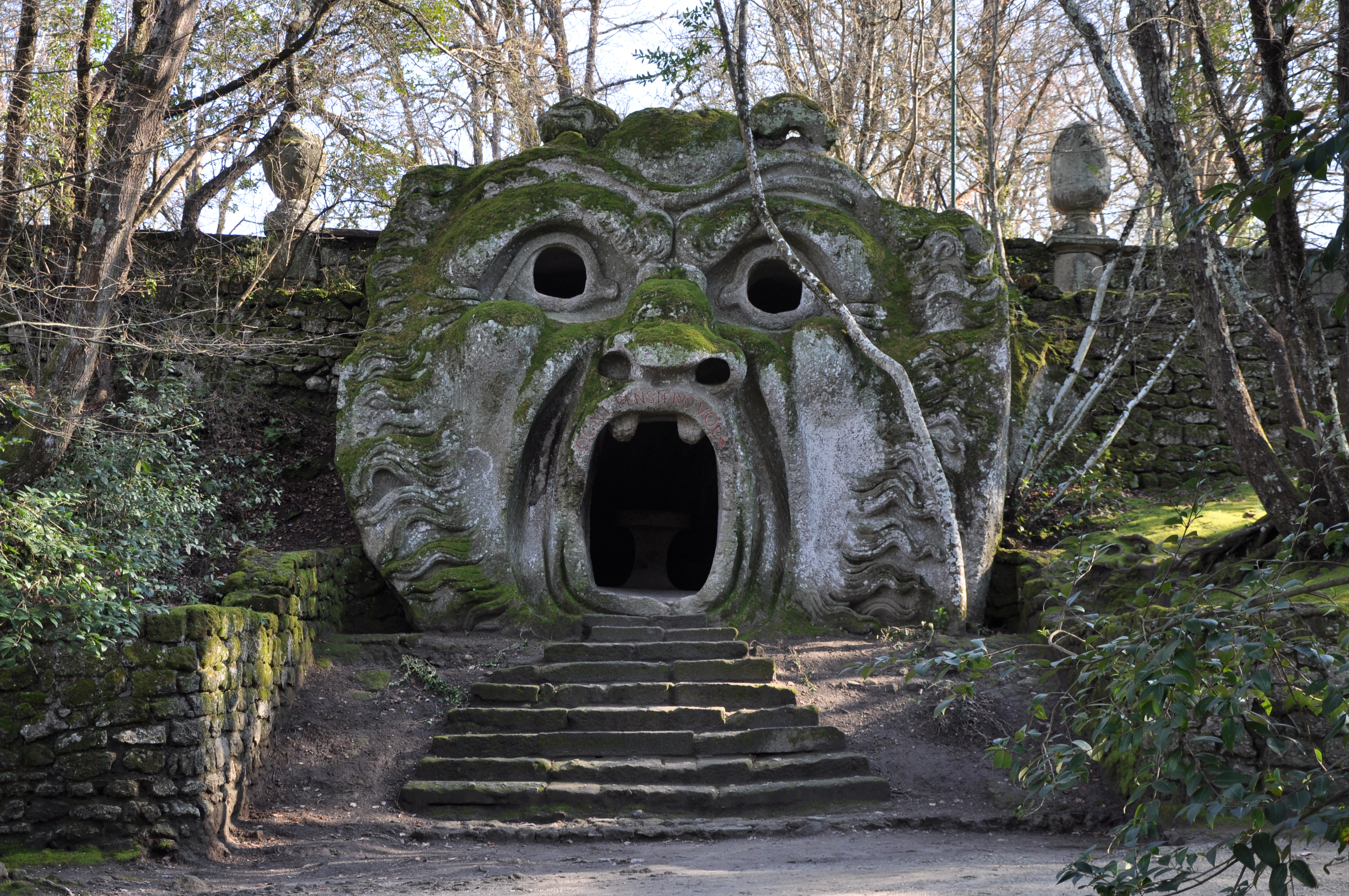
Sacro Bosco, Mouth of Orcus

سارکو بوسکو (به معنی "چوب مقدس")، در نزدیکی روستای بومارتزو، معروف‌ترین و عجیب‌ترین باغ از باغ‌های مانیریستیک است. این باغ به خواست پیر فرانچسکو اورسینی (۱۵۲۳–۱۵۸۵) ایجاد شد. این باغ یک پارودی و نقیضهٔ شوخ‌طبعانه بود و تمام قوانین باغ‌های رنسانس را زیر پا می‌گذاشت: هیچ تقارن، نظم و نقطه کانونی ندارد. کتیبه ای در باغ می‌گوید: «شما که در جستجوی شگفتی‌های بزرگ و شگفت‌انگیز جهان را سفر کرده‌اید، به اینجا بیایید، جایی که چهره‌های وحشتناک، فیل‌ها، شیرها، اورکوس‌ها و اژدهایان وجود دارد.»
باغ مملو از مجسمه‌های عظیم است که مسیرهای سرگردان به آن‌ها می‌رسند. این شامل خانه‌ای که به نظر می‌رسید در حال سقوط است و دهانه مرگ نام دارد، هم می‌شود. حیوانات و مجسمه‌های خارق‌العاده، که بسیاری از آن‌ها از سنگ‌های آتشفشانی خشن در جای خود در باغ تراشیده شده‌اند، در آنجا وجود دارد. برخی از صحنه‌ها از شعر حماسی عاشقانه Orlando Furioso اثر لودوویکو آریوستو و برخی دیگر از آثار دانته آلیگری و فرانچسکو پترارکا الهام گرفته شده‌است. همان‌طور که یکی از کتیبه‌های باغ اشاره می‌کند، ساکرو بوسکو «فقط شبیه خودش است و نه چیز دیگری».

### ویلا لانته

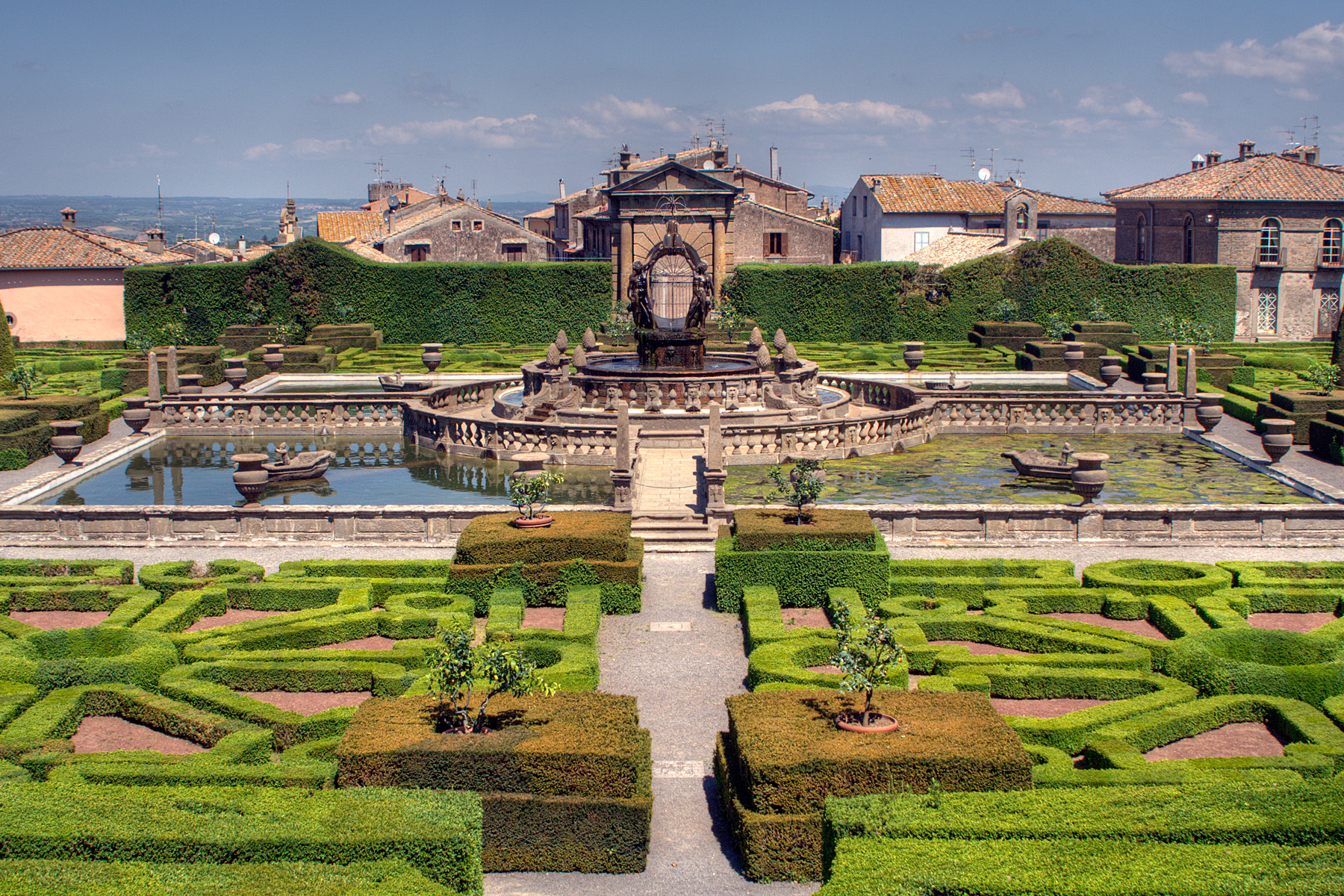
باغ‌های ویلا لانته

ویلا لانته در باگنایا در نزدیکی ویتربو، منسوب به جاکومو باروزی دا ویگنولا است گرچه هیچ مدرکی معاصر وجود ندارد. با باغ‌های معروف بومارزو در قرن شانزدهم یکی از معروف‌ترین باغ‌های شگفت‌انگیز مانریست در ایتالیا بود. برای بازدیدکننده‌ای که تازه از ویلا فارنزه در کاپرارولا بیرون آمده، تفاوت این دو ویلا که در یک منطقه، در یک دوره و با یک سبک معماری و احتمالاً توسط همان معمار ساخته شده‌اند، تعجب‌برانگیز و خارق‌العاده است.

### باغ‌های بوبولی

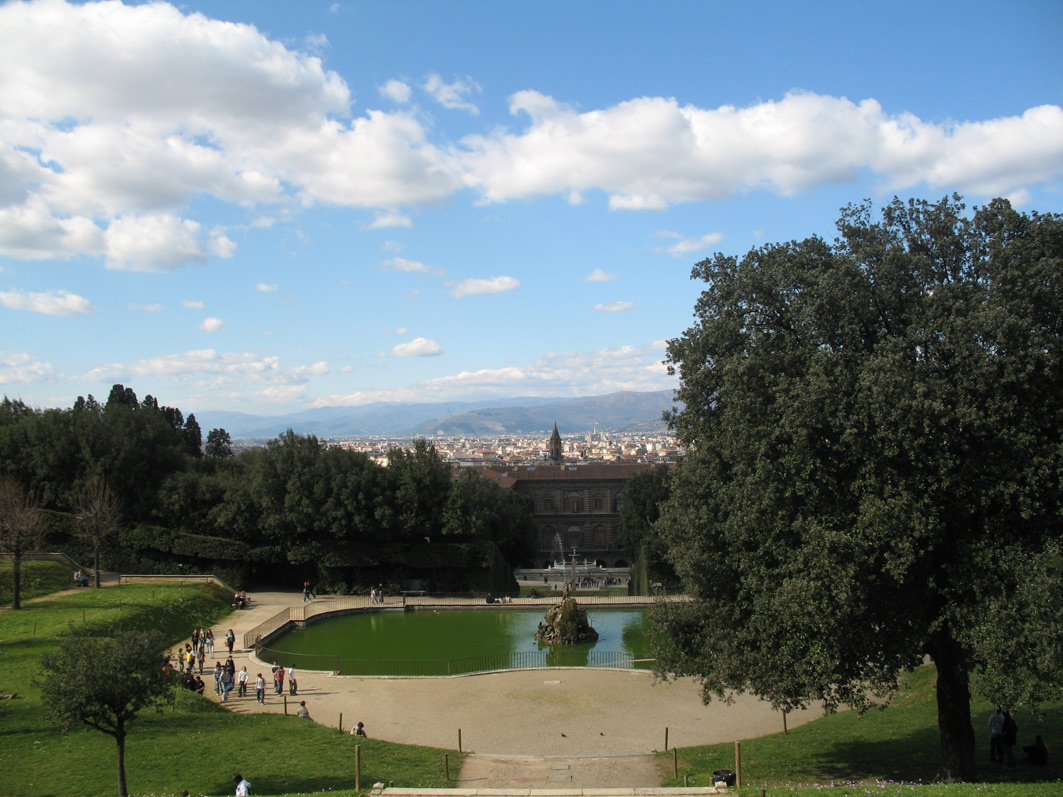
نمایی از باغ بوبولی

باغ‌های بوبولی، به زبان ایتالیایی Giardino di Boboli، یک پارک معروف در فلورانس ایتالیا است که مجموعه‌ای برجسته از مجسمه‌های مربوط به قرن شانزدهم تا هجدهم میلادی و برخی آثار باستانی رومی را در خود جای داده.
باغ‌ها، پشت کاخ پیتی، مقر اصلی دوک‌های بزرگ مدیچی توسکانی در فلورانس قرار داشتند و برخی از آنان، از اولین و آشناترین باغ‌های رسمی ایتالیایی قرن شانزدهم هستند. سبک باغ متعلق به اواسط قرن شانزدهم است و شامل توسعه‌های محوری طولانی‌تر، خیابان‌های سنگ‌ریزه‌ای وسیع، عناصر «ساخته‌شده» قابل‌توجهی از سنگ، استفاده مجلل از مجسمه‌ها و فواره‌ها، و تکثر جزئیات است.

### باغ گوستی

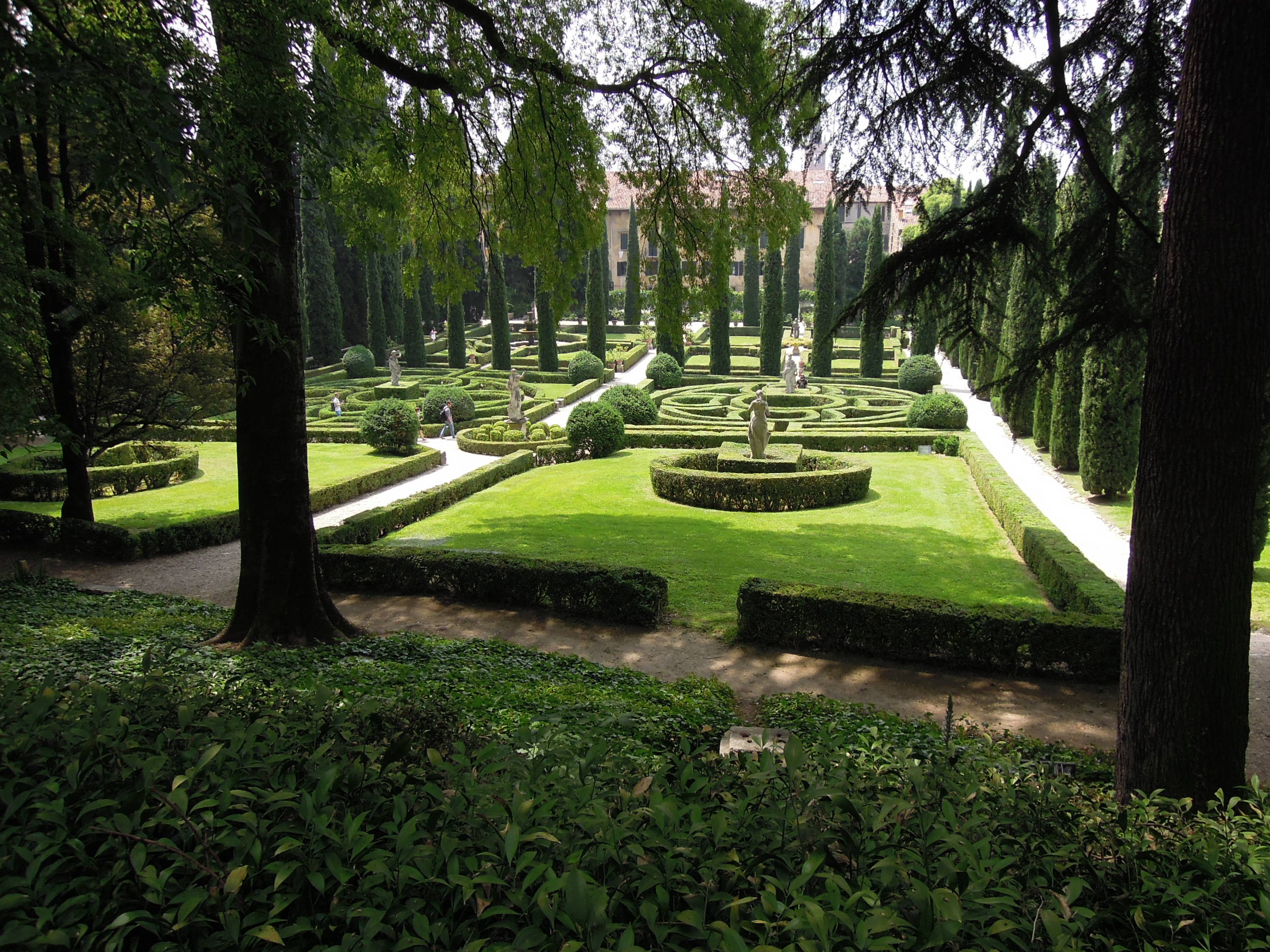
باغ گوستی

Giardini di Giusti (باغ‌های گوستی) در سال ۱۵۸۰ به عنوان محیط پیرامونی پلازو گوستی در ورونای ایتالیا طراحی شد و امروزه از زیباترین باغ‌های رنسانسی در اروپا در نظر گرفته می‌شود.

### باغ باردینی
Giardino Bardini یک باغ رنسانسی در فلورانس است. فقط اخیراً برای عموم باز شده‌است و نسبتاً کمتر شناخته شده‌است.

### ویلا آلدوبراندینی
این یک ویلا در فراسکاتی ایتالیاست که متعلق به خانواده آلدوبراندینی بوده. این بنا مشرف به کل دره تا رم است و به دستور کاردینال پیترو آلدوبراندینی، برادرزاده پاپ کلمنت هشتم، بر روی عمارتی که از قبل توسط الساندرو روفینی، پیشوای واتیکان در سال ۱۵۵۰ ساخته شده بود، احداث گردید.

### کاخ کازرتا

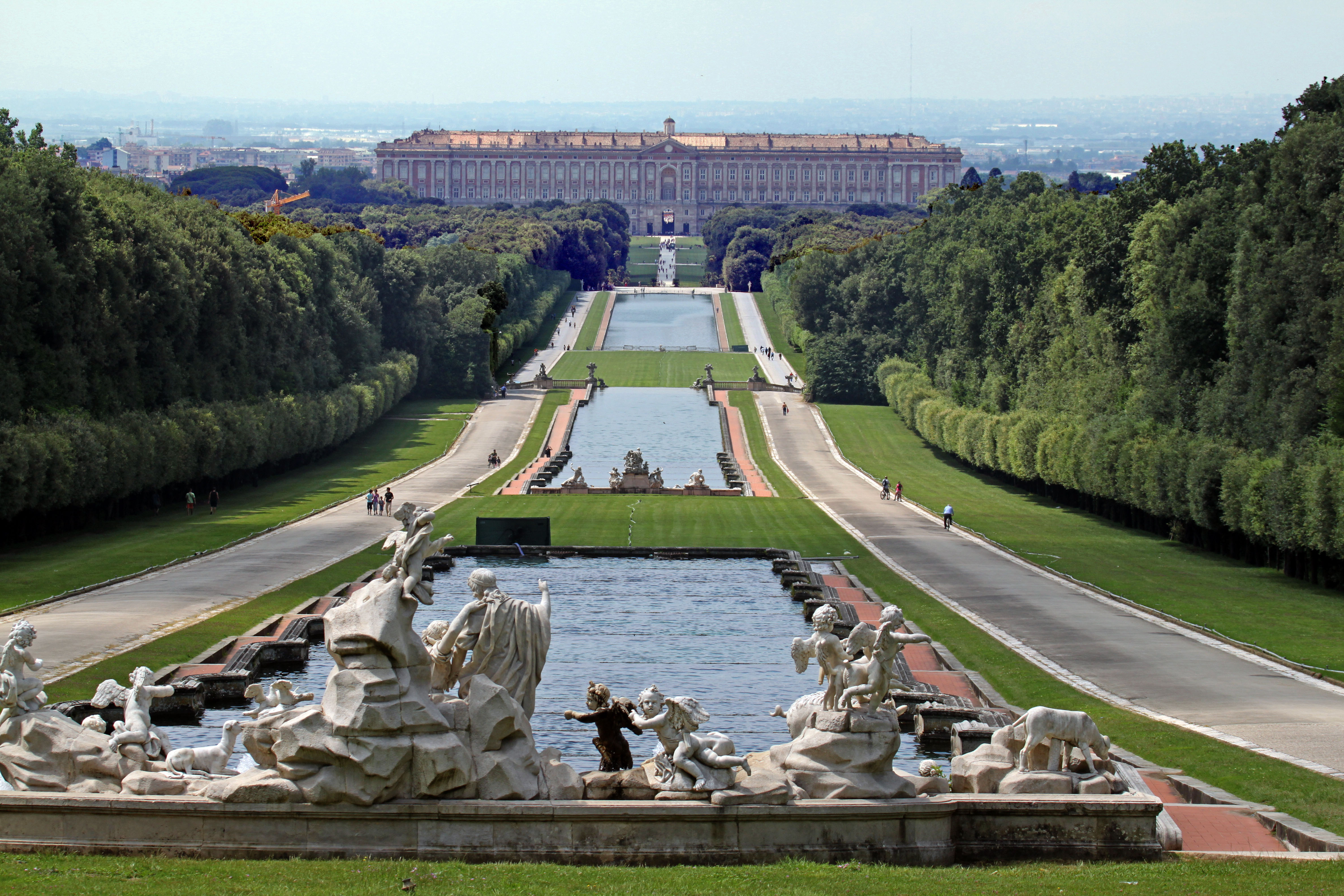
کاخ کازرتا

کاخ سلطنتی کازرتا (به ایتالیایی: Reggia di Caserta) یک اقامتگاه سلطنتی سابق در شهر کازرتا است که برای پادشاهان بوربونی ناپل ساخته شده بود.
این باغ، نمونه ای معمولی از گسترش چشم‌انداز رسمی به سبک باروک، به وسعت ۱۲۰ هکتار، تا حدی در زمین‌های تپه ای امتداد دارد. این باغ از باغ‌های ورسای الهام گرفته شده‌است، اما معمولاً از نظر زیبایی برتر در نظر گرفته می‌شود. پارک از نمای پشتی کاخ شروع می‌شود و در کنار کوچه ای طولانی با فواره‌های مصنوعی و آبشارها قرار می‌گیرد. یک باغ انگلیسی در قسمت بالایی وجود دارد که در دهه ۱۷۸۰ توسط کارلو وانویتلی و جان گرایفر، گیاه‌کار-طراح آموزش دیده در لندن طراحی شده‌است که سر جوزف بنکس آن را به ویلیام همیلتون توصیه کرد.

### ایزولا بلا (دریاچه ماگیور)

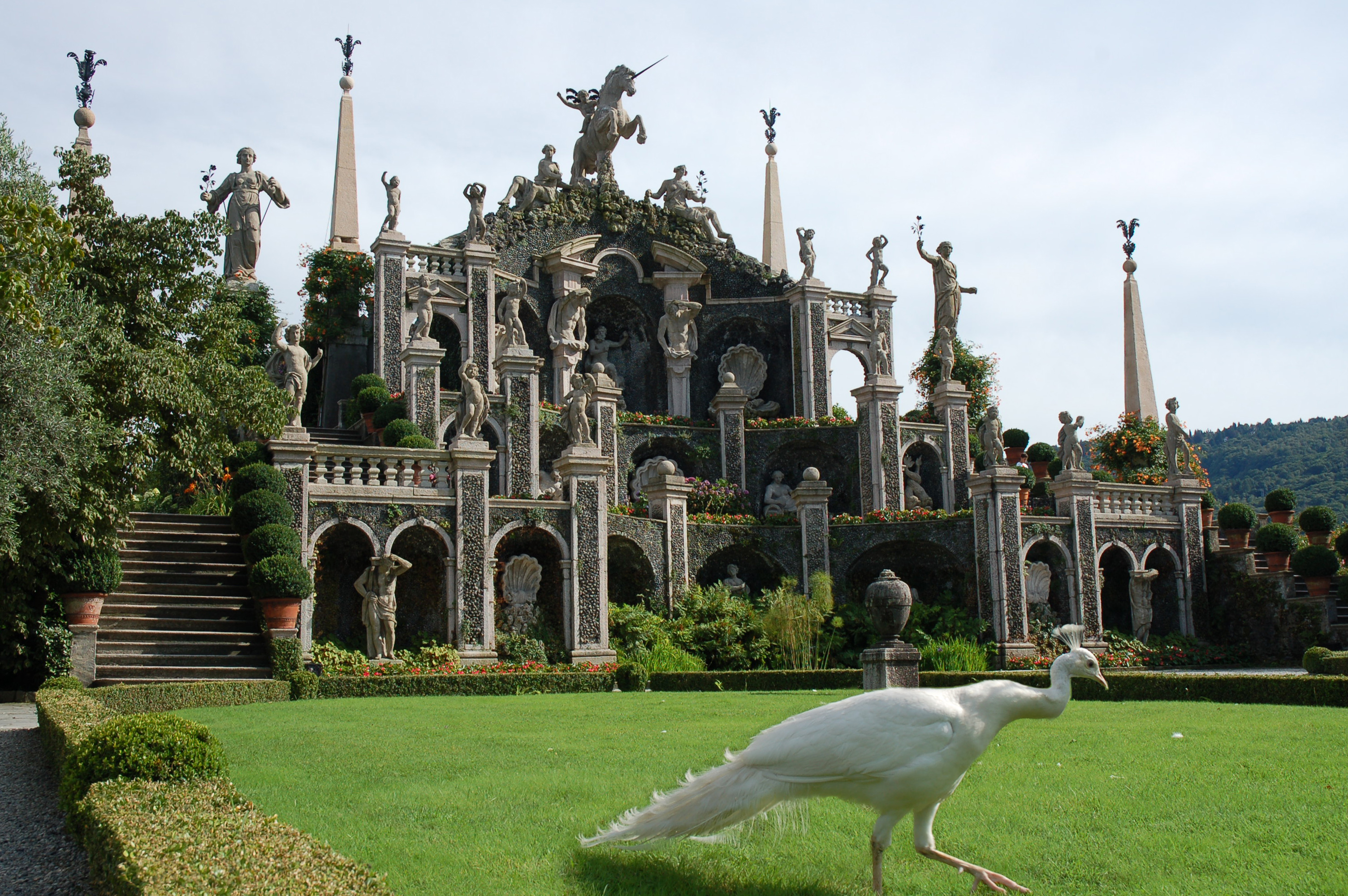
ایزولا بلا

ایزولا بلا (لاژو ماگیوره) یکی از جزایر بورومی دریاچه ماژیوره در شمال ایتالیا است. این جزیره در خلیج بورومین در ۴۰۰ متری شهر کنار دریاچه سترسا واقع شده‌است. ایزولا بلا ۳۲۰ متر طول و ۴۰۰ متر عرض دارد و به‌طور کامل توسط پلازو بورومئو و باغ ایتالیایی آن احاطه شده‌است.